# Dayr al-Qassi
Dayr al-Qassi ou Deir el-Qasi (دير القاسي), était un village de Palestine mandataire  situé à 26 km au nord-est de la ville d’Acre. Il a été en grande partie détruit et sa population a été expulsée vers le Liban, la Syrie, et la Cisjordanie le 30 octobre 1948 lors de la  Nakba, où eux et leurs descendants attendent toujours l'application des résolutions 194 et 3236 des nations unis qui leur admettent le droit de retour inaliénable 

## Histoire ancienne
Le mot Dayr ("monastère") suggère que le village a pu héberger ou être constitué d’un monastère à une époque ancienne. Selon les habitants du village, des artefacts des périodes canaanéenne, israélite et romaine ont été mis au jour pendant l’empire ottoman et l’époque de la Palestine mandataire.
Le village est connu sous le nom de Cassie pendant les croisades : en 1183 les terres du village sont acquises (à Godfrey Le Tor) par Josselin III d'Édesse ; la fille de ce dernier, Beatrix de Courtenay, et son second époux Othon de Botenlauben les cèdent ensuite aux chevaliers teutoniques,,.

## Période ottomane
Dayr al-Qassi fut intégré à l’empire ottoman en 1517 ; il faisait partie du nahié (sous-district) de Jira, dans le sandjak de Safed. En 1596, les registres fiscaux lui attribuaient une population de 132 résidents, payant des impôts sur des cultures variées, dont le blé et l’orge, ainsi que sur les chèvres et les ruches,.
Au début du XVIIIe siècle, Dayr al-Qassi était un village fortifié, contrôlé par un cheikh local, nommé Abd al-Khaliq Salih. En 1740, le cheikh Zahir al-Umar, un membre du clan des Zaydani dont le pouvoir grandissait dans toute la Galilée, chercha à gagner le contrôle de Dayr al-Qassi. Il épousa la fille du cheikh Salih, intégrant les terres du village à ses propriétés et scellant une alliance avec le clan de Salih. Fin 1767, le fils de Zahir, Ali de Safad, demanda à son père le contrôle de Dayr al-Qassi après s’être fait refuser celui de Dayr Hanna. Zahir refusa et un conflit armé s’ensuivit, où Zahir fut vainqueur ; cependant, Zahir pardonna à Ali et finalement lui céda le village.
Lors de son passage à Dayr al-Qassi en 1875, l’explorateur français Victor Guérin estima la population à 350 habitants, tous musulmans. Il nota la présence d’anciennes citernes, abandonnées et de vestiges antiques. La synthèse à peu près contemporaine du Palestine Exploration Fund attribue au village environ 200 habitants seulement ; Dayr al-Qassi est décrit comme un village en deux parties, situé sur des crêtes et entouré de figuiers, d’oliviers et de terres arables,.
En 1887, le ministère des travaux publics de Constantinople planifia la construction ou la réfection des routes par un système de corvées, imposées à tout homme entre 16 et 60 ans ; le recensement entrepris alors indique que "Deir el Kasy" a 189 hommes corvéables (tous musulmans), estimant la population totale à 945 habitants.

## Palestine mandataire

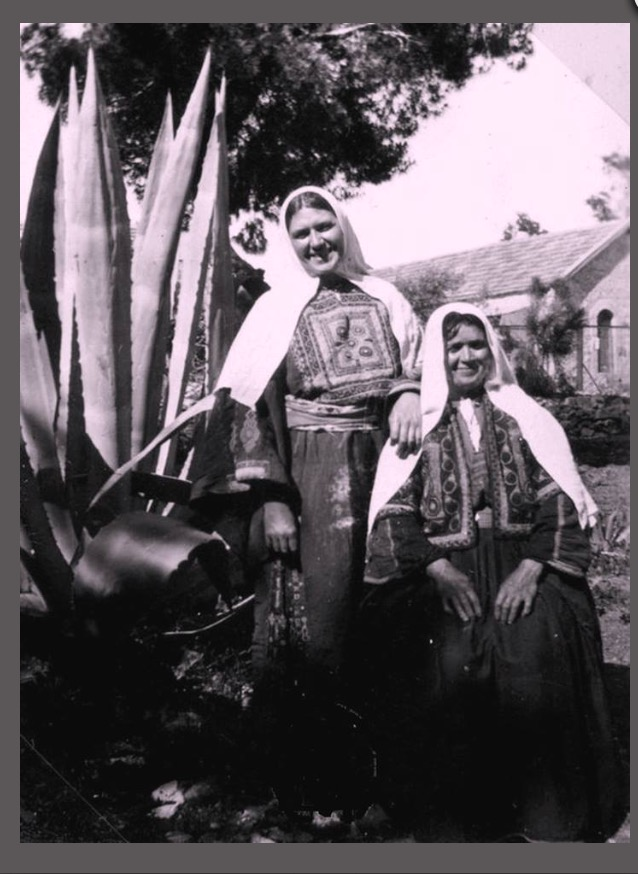
Deux femmes de Dayr al-Qassi, 1937

Les deux premiers recensements de la Palestine sous mandat britannique indiquaient que tous les habitants de Dair al Qasi étaient de religion musulmane. En 1922, le village avait une population de 663 personnes (326 hommes et 337 femmes) et en 1931, de 865 habitants (450 hommes, 415 femmes), occupant 169 maisons.
Lors du recensement de 1945, Dayr al-Qassi fut regroupé avec les villages de Fassuta (en) (maintenant en Israël) et al-Mansura. La population totale pour ces trois localités atteignait alors 2 300 personnes (avec une substantielle minorité de chrétiens, les autres habitants étant de religion musulmane) ; une donnée indique 1250 résidents pour Dayr al-Qassi seul,. La surface totale était de 34 011 dounams (c’est-à-dire 34,011 km2) :  1 607 dounams  étaient constitués de plantations et de terres irrigables, 6 475 étaient utilisés pour des cultures céréalières, 247 dounams étant occupés par les bâtiments et les maisons.

## La fin du village
Pendant la guerre israélo-arabe de 1948, Dayr al-Qassi fut défendu par l’Armée de libération arabe, mais le village fut capturé par les forces israéliennes au cours de l’Opération Hiram le 30 octobre 1948. Les résidents du village furent expulsés le 27 mai 1949 et la plupart trouvèrent refuge au Liban. Un mois plus tard, la population arabe de toute la région nord avait été remplacée par une population juive, en particulier à Tarshiha, Suhmata, Dayr al-Qassi, Tarbikha, Meiron, al-Sammu'i, Safsaf et al-Ras al-Ahmar.
Elkosh (en), établi en 1949, occupe une partie du site du village. Netu'a (en), fondé en 1966 près du village d’al-Mansura, Mattat (en), fondé en 1979 et Abirim (en), fondé en 1980, sont aussi situés sur les terres de l’ancien village.

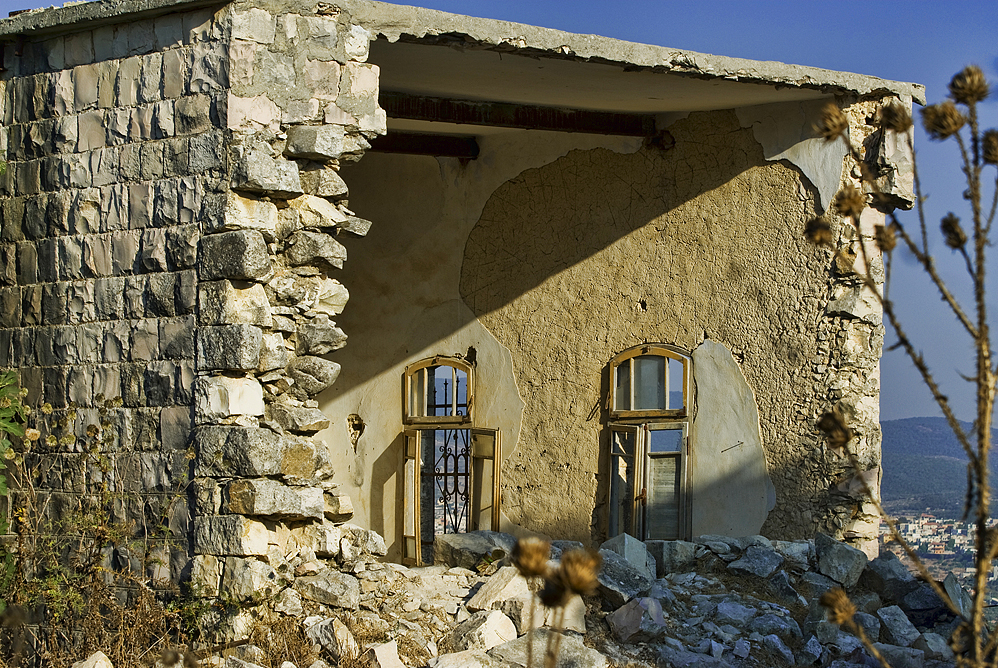
Ruines du village

L’historien palestinien Walid Khalidi a décrit les structures restant sur le site du village en 1992 :  « Quelques maisons de pierre sont encore utilisées comme résidences ou magasins par les habitants de Elkosh. Les débris des maisons détruites sont éparpillés sur le site. L’école est maintenant déserte. Des figuiers, des oliviers et des cactus poussent sur le site ». En 2004, d'autres débris furent enlevés par des équipements mécaniques pendant les fouilles du département des antiquités d’Israël.
En 2000, Ibrahim Khalil Uthman a consacré un livre au village,.